# The Worst of Jefferson Airplane
1970 novemberében jelent meg a Jefferson Airplane első válogatásalbuma, a The Worst of Jefferson Airplane. Amellett, hogy az együttes korai szakaszának legjobb dalai vannak rajta, az album az amerikai pszichedelikus rock aranykorának egyik legátfogóbb dokumentuma. Az eredeti bakelitlemezes kiadás klasszikus Victor Talking Machine Company belső borítóval és logóval jelent meg.

## Az album dalai

### Első oldal
1. It’s No Secret (Marty Balin) – 2:37 (Jefferson Airplane Takes Off)
2. Blues from an Airplane – (Marty Balin/Skip Spence) – 2:10 (Jefferson Airplane Takes Off)
3. Somebody to Love (Darby Slick/Grace Slick) – 2:54 (Surrealistic Pillow)
4. Today (Marty Balin/Paul Kantner) – 2:57 (Surrealistic Pillow)
5. White Rabbit (Grace Slick) – 2:27 (Surrealistic Pillow)
6. Embryonic Journey (Jorma Kaukonen) – 1:51 (Surrealistic Pillow)
7. Martha (Paul Kantner) – 3:21 (After Bathing at Baxter’s)
8. The Ballad of You & Me & Pooneil (Paul Kantner) – 4:30 (After Bathing at Baxter’s)

### Második oldal
1. Crown of Creation (Paul Kantner) – 2:53 (Crown of Creation)
2. Chushingura (Spencer Dryden) – 1:17 (Crown of Creation)
3. Lather (Grace Slick) – 2:55 (Crown of Creation)
4. Plastic Fantastic Lover (Marty Balin) – 3:39 (Bless Its Pointed Little Head)
5. Good Shepherd (tradicionális, Jorma Kaukonen feldolgozása) – 4:22 (Volunteers)
6. We Can Be Together (Paul Kantner) – 5:50 (Volunteers)
7. Volunteers (Marty Balin/Paul Kantner) – 2:03 (Volunteers)

### Bónuszdalok a 2006-os kiadáson
1. Watch Her Ride (Paul Kantner) – 3:15 (After Bathing at Baxter’s)
2. Greasy Heart (Grace Slick) – 3:28 (Crown of Creation)

A két dal a The Ballad of You & Me & Pooneil és a Crown of Creation közé került.

## Közreműködők
- A közreműködők listája megtekinthető az albumokat bemutató cikkekben.